# 삼국대협
"삼국대협"(Seize the Precious Sword)은 한국에서 제작된 임권택 감독의 1972년 영화이다. 김희라 등이 주연으로 출연하였고 정진우 등이 제작에 참여하였다.

## 출연

### 주연
- 김희라
- 신영일